# Новониколаевка (Бериславский район)
Новоникола́евка (укр. Новомиколаївка) — село в Высокопольской поселковой общине Бериславского района Херсонской области Украины.
Почтовый индекс — 74043. Телефонный код — 5535.

## Население
Население по переписи 2001 года составляло 792 человека.

### Языковой состав
Родной язык населения по данным переписи 2001 года:
| Язык       | Численность, чел. | Доля     |
| ---------- | ----------------- | -------- |
| Украинский | 748               | 94,44 %  |
| Русский    | 36                | 4,55 %   |
| Другое     | 8                 | 1,01 %   |
| Итого      | 792               | 100,00 % |